# Sinagoga Beth Yaakov
Beth Yaakov (en turc: Bet Yaakov Sinagogu) és una sinagoga d'Istanbul, una ciutat de Turquia. Beth Yaakov es troba en el costat asiàtic del Bòsfor en una àrea anomenada Kuzguncuk, és al costat d'una Església Ortodoxa Grega. Beth Yaakov fou construïda en 1878. La població jueva de Kuzguncuk va marxar fa temps, però l'edifici és mantingut en funcionament pels fidels, les famílies dels quals són originàries d'aquell barri. Els serveis religiosos de Shabat, tenen lloc els dissabtes al matí, i són celebrats en aquell indret regularment.